# Vaticaanse tuinen

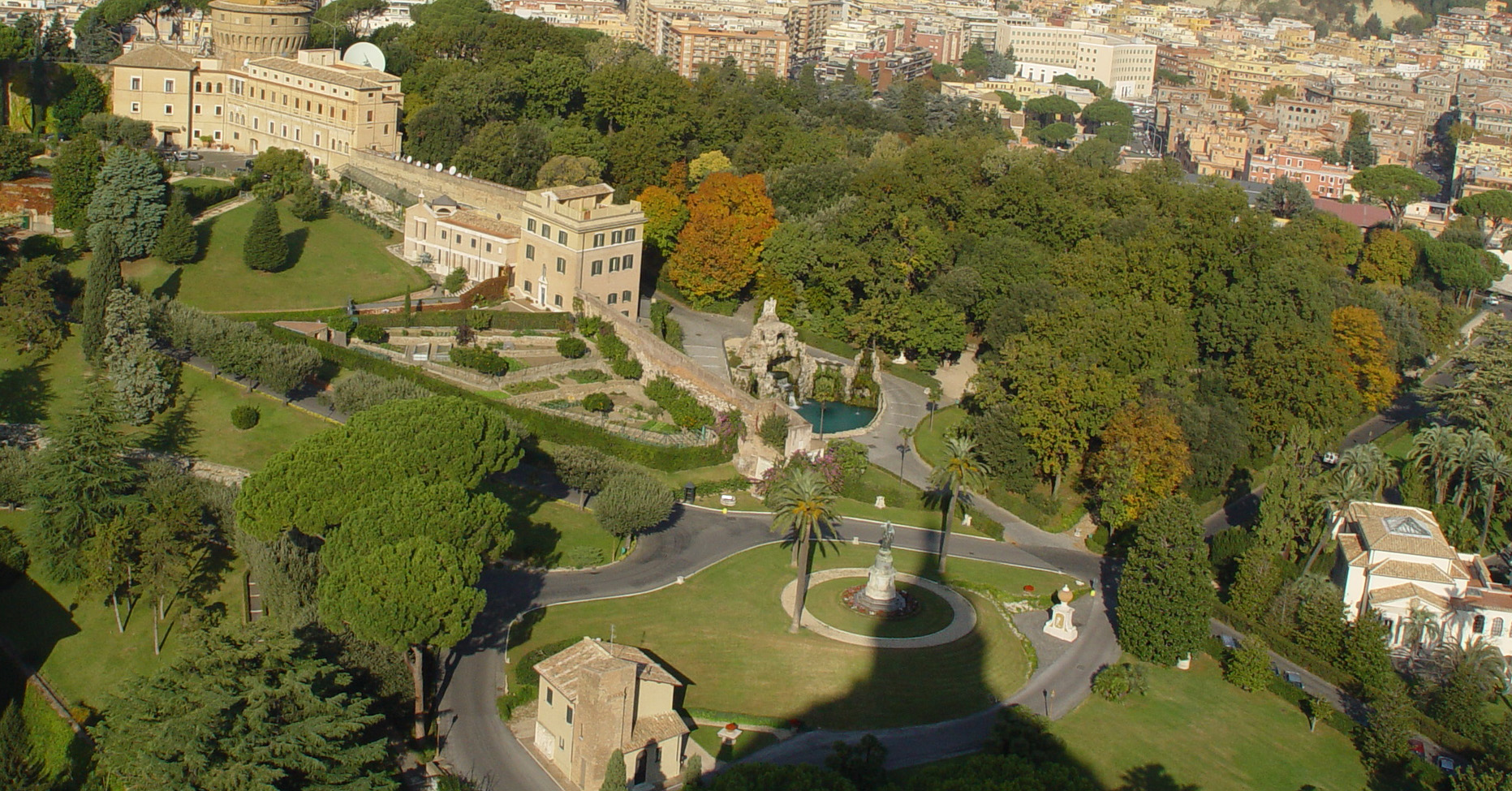
Vaticaanse tuinen met het klooster Mater Ecclesiae, waar Paus Benedictus XVI woonde tijdens zijn emeritaat

De Vaticaanse tuinen (Italiaans: Giardini Vaticani) liggen achter de Vaticaanse musea in Vaticaanstad. Ze zijn circa 23 ha (230.000 m²) groot. De Vaticaanse tuinen nemen meer dan de helft van het Vaticaans grondgebied in beslag. De tuinen liggen 60 meter boven zeeniveau en liggen voor een groot deel op de Vaticaanse heuvel. In de tuinen staan ook bijgebouwen, zoals een gebouw van Radio Vaticaan. De noord-, west- en zuidkant zijn ommuurd terwijl de Vaticaanse Musea de oostkant begrenzen. 

## Geschiedenis
Volgens de legende zou de grond van de tuinen uit Golgotha komen om het bloed van de christenen te symboliseren, die stierven tijdens de christenvervolging van keizer Nero. De tuinen zijn in de middeleeuwen aangelegd, toen de boom- en wijngaarden naar het Apostolisch Paleis werden uitgebreid. Toen Paus Nicolaas III naar het Apostolisch Paleis verhuisde liet hij Vaticaanstad met muren omringen. Binnen de muren legde hij een boomgaard, een tuin en een gazon aan. Tijdens het pausdom van Julius II werd het landschap helemaal veranderd. Het oorspronkelijke ontwerp werd opgesplitst in drie binnenplaatsen, de Cortili del Belvedere, de della Biblioteca en de della Pigna. Ook kwam er een lijnrechte verdedigingsmuur. 
Tegenwoordig zijn er in de tuinen verschillende bijgebouwen, van de 9de eeuw tot heden. Ook zijn er fonteinen voor verkoeling, beelden en levendige bloemperken. Zelfs is er een grot gebouwd in de tuin gewijd aan de Onze Lieve Vrouw van Lourdes en er staat een palmboom in de tuin die is geschonken door de regering van Israël.

## Galerij

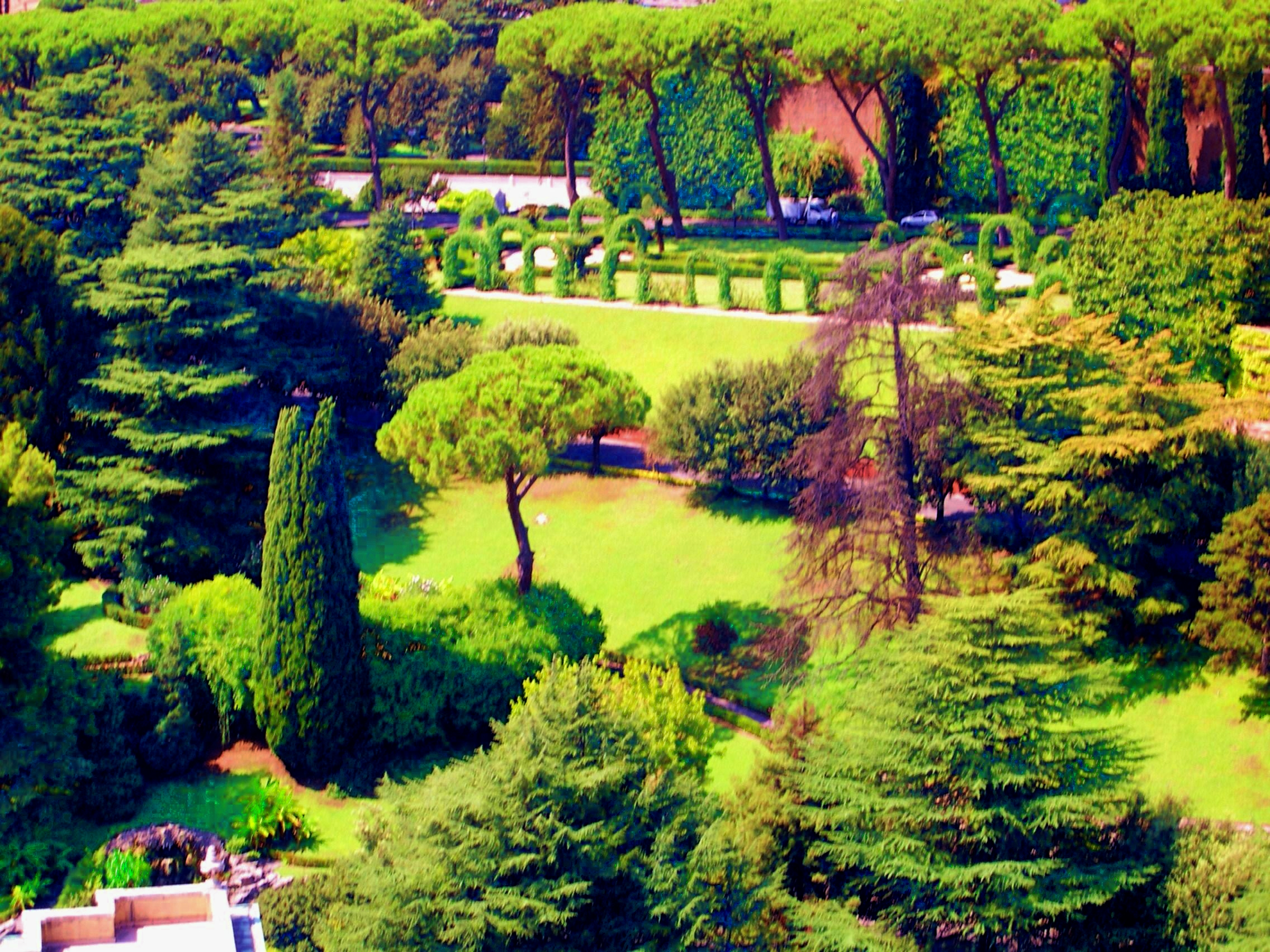
Een deel van de tuinen.
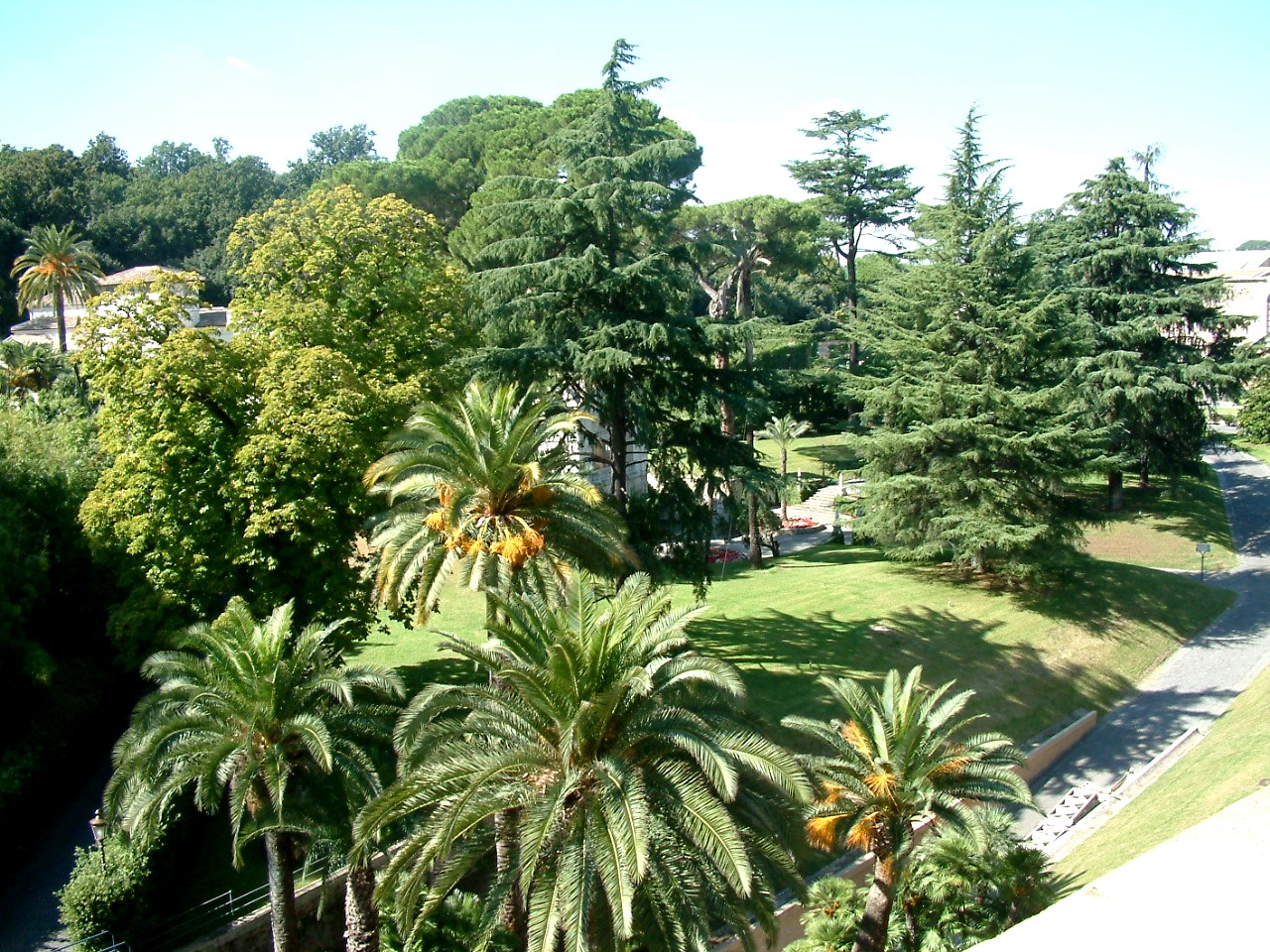
Een ander deel van de tuinen.
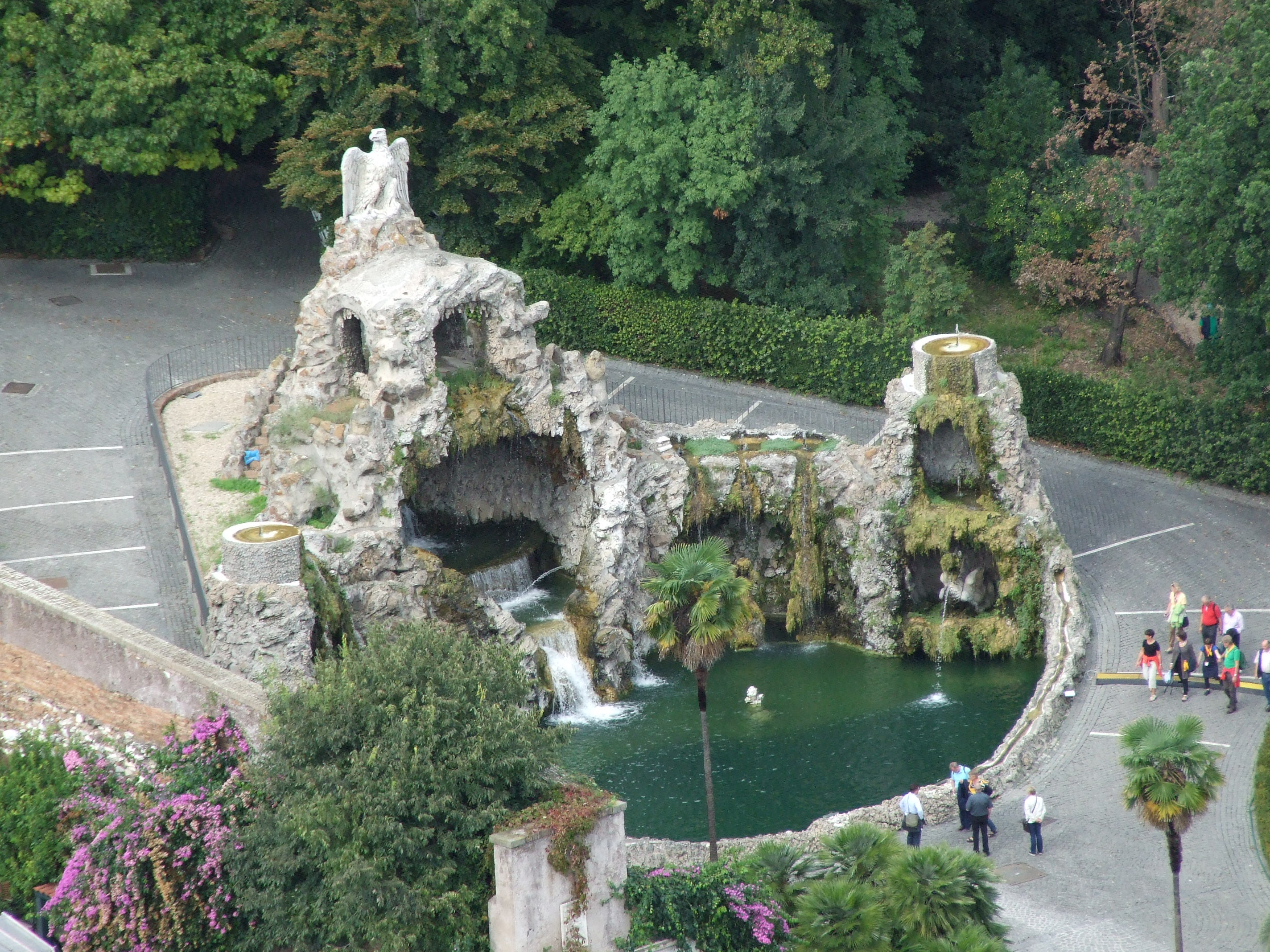
De Fontana dell'Aquilone.
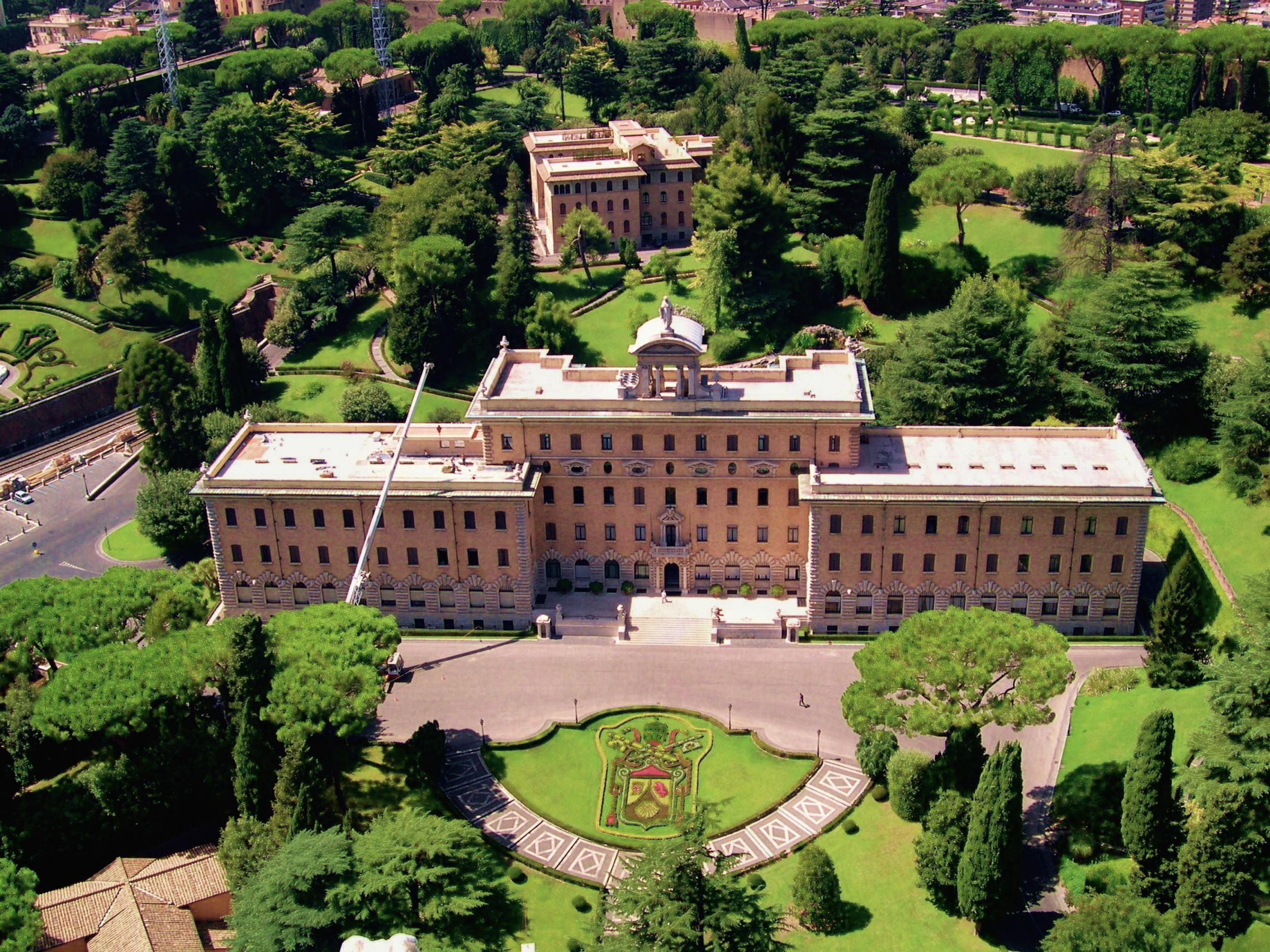
Het Paleis van het Vaticaanse Gouvernaat.

| Heilige Stoel                            | Heilige Stoel | Heilige Stoel | Heilige Stoel |
| ---------------------------------------- | ------------- | --- | --- |
| Territoria in bezit van de Heilige Stoel |               | | |
| Eigendommen                              | In Rome       | Basilica major | Sint-Pietersbasiliek · Sint-Jan van Lateranen · Basiliek van Santa Maria Maggiore · Sint-Paulus buiten de Muren |
| Eigendommen                              | In Rome       | Lateraans Paleis (Pauselijke Lateraanse Universiteit · Heilige Trap) · Paleis van Sint-Callixtus · Janiculum (Pauselijke Urbaniana Universiteit · Pontificio collegio americano del Nord · Ospedale Pediatrico Bambino Gesù)· Propaganda Fide-paleis · Sant'Offizio · Paleis van de Congregatie van de Oriëntaalse Kerk · Vicariato-paleis · Gregoriaanse Universiteiten · Pauselijk Bijbelinstituut · | |
| Eigendommen                              | In Rome       | Extraterritoriaal | Paleis van de 12 Heilige Apostelen · San Carlo ai Catinari · Archeologisch Instituut · Collegio Bellarmino · Oriëntaals Instituut · Lombardisch College · Russisch College · Sant'Apollinare alle Terme Neroniane-Alessandrine · De vertrekken onder de Santi Giovanni e Paolo (Rome) |
| Eigendommen                              | Buiten Rome   | Castel Gandolfo · Zomergebouw van het Pontificio Collegio Urbano de Propaganda Fide · De antenne van Radio Vaticaan in Santa Maria di Galeria | Castel Gandolfo · Zomergebouw van het Pontificio Collegio Urbano de Propaganda Fide · De antenne van Radio Vaticaan in Santa Maria di Galeria |
| Eigendommen                              | Buiten Rome   | Extraterritoriaal | Basiliek van het Heilige Huis - Sint-Franciscusbasiliek (Assisi) - Basilica di Sant'Antonio |